# Bao Lingling
Bao Lingling (chiń. upr. 包玲玲; pinyin Bāo Línglíng; ur. 1994) – chińska zapaśniczka walcząca w stylu wolnym. Ósma na mistrzostwach świata w 2018. Druga w Pucharze Świata w 2018 roku.